# Bullatozaury
Bullatozaury (Bullatosauria) – nazwa kladu zaproponowana przez paleontologa Thomasa Holtza dla ornitomimozaurów i troodontów. Zdefiniował on bullatozaury jako grupę obejmującą ostatniego wspólnego przodka troodona i ornitomima oraz wszystkich jego potomków. Początkowo uznał te grupy za taksony siostrzane, jednak później odrzucił tę hipotezę. Troodony i ornitomimozaury uznał za krewnych na podstawie kilku cech, np. kształtu puszki mózgowej czy dużego otworu w szczęce dolnej. Nazwa Bullatosauria odnosi się do cebulkowatego (nadętego) kształtu puszki mózgowej domniemanych członków tej grupy. Jednak odkrycie wielu wczesnych troodontów, jak Sinovenator czy Mei, mających wiele cech wspólnych z dromeozaurami i prymitywnymi ptakami, neguje zasadność tego kladu. Ponadto większość paleontologów utrzymuje, że troodony są bliższe ptakom niż ornitomimozaurom i uważa klad Bullatosauria za nieaktywny. Troodonty są tradycyjnie, razem z dromeozaurami zaliczane do deinonychozaurów, jednak cechy miednicy wskazują, że te pierwsze są prymitywniejsze.